# Mars 1946

## Événements
- Après un premier échec, les négociations entre les Pays-Bas et la République d’Indonésie reprennent sous la médiation de Sir Archibald Clark Kerr.
- Le Parti social-démocrate roumain se prononce pour l’alliance avec le Parti communiste roumain.
- URSS : remplacement du NKVD par le MVD;
- URSS : en réponse à l’attitude des Américains liant l’octroi d’un prêt pour la reconstruction de la Russie à l’acceptation par ses dirigeants de la « Porte Ouverte » et à leur participation à la BIRD et au FMI, Staline réplique par le lancement d’un plan quinquennal et par deux initiatives destinées à tester la détermination des États-Unis : il refuse de retirer en même temps que la Grande-Bretagne ses troupes du Nord de l’Iran, réclamant des concessions pétrolières comparables à celles obtenues par les Anglo-Saxons (crise irano-soviétique) ; il exerce une pression sur la Turquie pour obtenir la disposition de bases dans les Dardanelles (8 août). Rappelé à l’ordre par Washington, Staline bas en retraite.

- 4 mars : les États-Unis, la France et le Royaume-Uni lancent un appel aux Espagnols en faveur du renversement du régime franquiste.

- 5 mars : 
  - Décrets Beneš. Expulsion des Allemands des Sudètes.
  - discours[1] de Winston Churchill à Fulton (Missouri) sur le « rideau de fer » en présence du président Harry Truman : « De Stettin sur la Baltique à Trieste sur l'Adriatique, un rideau de fer s'est abattu sur le continent (...) ». Churchill qui alors n'a plus aucune fonction gouvernementale veut mettre en garde les pays occidentaux et leurs opinions publiques contre le danger de l'avancée communiste en Europe qui met en péril la liberté et la démocratie chèrement acquises et récemment retrouvées. Ce discours peut être considéré comme l'acte fondateur qui va conduire, après le coup de Prague de 1948, à la création du pacte militaire de l'Organisation du traité de l'Atlantique nord, le 4 avril 1949

- 6 mars : accords entre Sainteny et Hô Chi Minh. La France reconnaît la république du Viêt Nam comme État libre faisant partie de la Fédération indochinoise et de l’Union française et les troupes françaises peuvent revenir à Hanoï.

- 8 mars : le Bell 47 reçoit sa certification civile pour une exploitation commerciale.

- 9 mars : l'Armée rouge quitte la Mandchourie.

- 14 mars, Canada : arrestation du député communiste Fred Rose pour espionnage à la suite des révélations de Igor Gouzenko.

- 17 mars : autorisation des syndicats noirs au Congo belge.

- 19 mars, France : loi de départementalisation. La Guadeloupe, la Martinique, la Guyane et La Réunion reçoivent le statut de département d'outre-mer.

- 21 mars :
  - Laos : probable massacre à Thakhek : Après la reprise de la ville sur les combattants du Pathet Lao et du Vietminh, les troupes françaises tuent entre 1500 et plus de 3000 civils[2].
  - Création au sein de l'US Air Force du Strategic Air Command et du Tactical Air Command.

- 22 mars :
  - Annonce du retrait du Liban de la plupart des troupes françaises avant le 31 août. Les dernières seront évacuées le 25 décembre.
  - La Grande-Bretagne reconnaît l’indépendance de la Transjordanie, placée sous mandat depuis 1922. La présence militaire britannique reste inchangée.

- 24 mars : programme du premier gouvernement de la république populaire d'Albanie[3].

- 25 mars (Corée) : programme en 20 points de Kim Il Sung, suivi jusqu'en août de la nationalisation de l'industrie.

- 26 mars, France : loi de dégagement des cadres (cf. Histoire militaire de la France).

- 27 mars, France : création de la Fédération nationale des syndicats d'exploitants agricoles (FNSEA).

- 28 mars, France : première Mi-Carême parisienne d'après-guerre : un très grand cortège du Carnaval de Paris part de la place du Panthéon, parcourt tous les Grands boulevards et finit aux Halles.

## Naissances
- 2 mars : Paul-Henri Nargeolet, plongeur sous-marin, chasseur d'épaves, spécialiste du Titanic et directeur de programmes de recherches sous-marines († 18 juin 2023).
- 3 mars : 
  - James C. Adamson, astronaute américain.
- 5 mars : 
  - Miguel Márquez, matador espagnol († 27 mars 2007).
  - Lova Moor, ancienne danseuse et chanteuse française.
  - Murray Head, chanteur et acteur britannique.
- 6 mars :
  - Patrick Baudry, spationaute français.
  - David Gilmour, chanteur, compositeur et membre du groupe britannique Pink Floyd.
  - Marcel Proulx, politicien.
- 7 mars : Michael Chaplin,  acteur américain.
- 12 mars :
  - Liza Minnelli, actrice américaine.
  - Frank Welker, acteur américain spécialisé dans le doublage.
- 13 mars : Yann Arthus-Bertrand, écrivain et photographe français.
- 14 mars : Steve Kanaly, acteur américain.
- 16 mars : Guesch Patti, danseuse et chanteuse française.
- 17 mars :
  - Lindsay Owen-Jones, PDG de L'Oréal.
  - Sydne Rome, actrice italienne.
- 21 mars : Timothy Dalton, acteur gallois.
- 22 mars : Rivka Golani, musicien.
- 25 mars : Maurice Krafft, volcanologue français († 3 juin 1991).
- 26 mars : 
  - Johnny Crawford, acteur américain († 29 avril 2021).
  - Alain Madelin, homme politique français.
  - Léonard She Okitundu, homme politique congolais (RDC).
- 28 mars : Wubbo J. Ockels, spationaute néerlandais.
- 30 mars : Ray Lema, pianiste congolais.

## Décès
- 13 mars : Hassine Bouhageb, médecin, éducateur et promoteur du sport tunisien (° 20 octobre 1872).
- 22 mars : Clemens August von Galen, cardinal allemand, évêque de Münster déclaré bienheureux (° 16 mars 1878).
- 23 mars : Gilbert Lewis, physicien et chimiste américain (° 23 octobre 1875).
- 24 mars : Alexandre Alekhine, joueur d'échecs russe puis français.